# Mathieu Claude

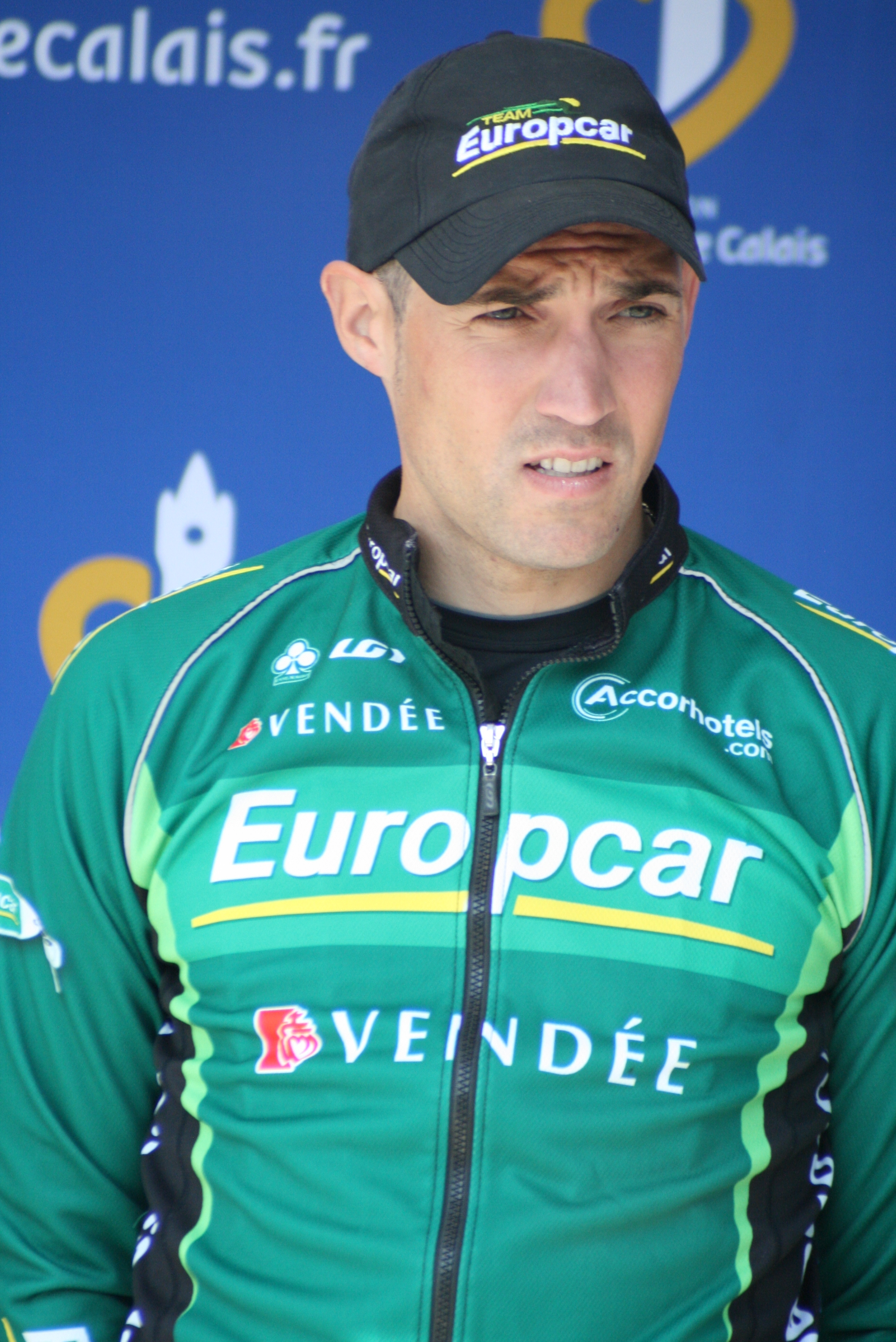
Mathieu Claude bei den Vier Tagen von Dünkirchen 2011

Mathieu Claude (* 17. März 1983 in Niort) ist ein ehemaliger französischer Radrennfahrer.

## Karriere
Als U23-Fahrer gewann Mathieu Claude unter anderem 2003 Paris–Tours Espoirs. 2004 siegte er im Etappenrennen Tour d’Eure-et-Loir.
2005 schloss sich der 1,80 Meter große und 69 Kilogramm schwere Radsportler dem französischen ProTeam Bouygues Télécom an. In seinem ersten Jahr war seine beste Platzierung der sechste Platz beim GP d’Isbergues. 2006 wurde er Siebter beim Châteauroux Classic de l’Indre und Neunter bei Nokere-Koerse. Bei der Vuelta a España wagte er auf der sechsten Etappe eine Flucht alleine, wurde jedoch vor dem Ziel wieder eingeholt.
Nachdem er 2012 einen Kreuzbandriss erlitten hatte, beendete er seine Karriere Ende der Saison 2012 und wechselte in den Mitarbeiterstab von Direct Énergie. In dieser Mannschaft, die vorher Bouygues Télécom, Bbox Bouygues Telecom bzw. Team Europcar hieß, verbrachte er seine gesamte internationale Karriere als Radrennfahrer.

## Erfolge
2003
- Paris–Tours Espoirs

2004
- eine Etappe Boucles de la Mayenne

## Grand-Tour-Platzierungen
| Grand Tour            | 2005 | 2006 | 2007 | 2008 | 2009 | 2010 |
| --------------------- | ---- | ---- | ---- | ---- | ---- | ---- |
| Giro d’ItaliaGiro     | 147  | –    | –    | –    | –    | DNF  |
| Tour de FranceTour    | –    | –    | –    | –    | –    | –    |
| Vuelta a EspañaVuelta | –    | DNF  | DNF  | –    | –    | –    |